# Black Hippy
Black Hippy je američka hip hop grupa iz Los Angelesa, Kalifornije koju su 2009. godine osnovali Ab-Soul, Jay Rock, Kendrick Lamar i Schoolboy Q. Grupa trenutno ima potpisan ugovor s diskografskim kućama Top Dawg Entertainment, Aftermath Entertainment i Interscope Records.